# NapsaQ
ナップサック（NapsaQ） は、2006年に結成された日本の音楽ユニットである。

## 概要
下川みくにが、ライブ等でかねてから交流のあった松ヶ下宏之、伊藤多賀之と結成。オフィシャルサイトにおいてリクエストを募ってその曲をカヴァーするという方式をとり、2006年12月20日に1stアルバム『NapsaQ〜青春ソングリクエストアルバム〜』をリリースする。オリジナル曲に関しては、今のところ作詞に下川、作曲に松ヶ下という体制をとっている。またユニットとしてのシングルは、今の所無い。

## メンバー
詳細に関しては、各内部リンクを参照。
下川みくに
ヴォーカル、作詞を担当。
松ヶ下宏之
作曲、キーボード、ピアノなど、多彩な能力を発揮する。ギターもできる。
伊藤多賀之
ギターを担当。メンバーから「発想が凄い」と異口同音に言われる。